# Segno di Hamman
Il segno di Hamman in medicina è un rumore somigliante ad uno scricchiolio udibile  all'auscultazione cardiaca a livello precordiale, che si presenta sincrono alla frequenza cardiaca. Esso è causato dallo spostamento dell'aria provocato dal battito cardiaco. È tipico di alcune patologie come la sindrome di Boerhaave, in cui a seguito della perforazione a tutto spessore dell'esofago si ha fuoriuscita di aria nel mediastino.
È stato descritto dal medico statunitense Louis Virgil Hamman (1877-1946).